# Años de vida ajustados por discapacidad
Años de vida ajustados por discapacidad (AVAD o DALY, Disability Adjusted Life Years por sus siglas en inglés), es una medida de carga de la enfermedad global, expresado como el número de años perdidos debido a enfermedad, discapacidad o muerte prematura. Fue desarrollado en la década de 1990 como una forma de comparar la salud en general y la esperanza de vida de los diferentes países.
El uso del AVAD se está haciendo cada vez más común en el campo de la salud pública y la evaluación del impacto en la salud. Se amplía el concepto de "años potenciales de vida perdidos por muerte prematura" para incluir "años equivalentes de vida sana perdidos por un estado de salud deficiente o discapacidad". Al hacerlo, tanto mortalidad como enfermedad se combinan en una única métrica común.

## Cálculo
Los DALYs se calculan al combinar las medidas de esperanza de vida y la calidad de vida ajustada durante una enfermedad o discapacidad grave para una población. Los DALYs están relacionados con la medida de los años de vida ajustados por calidad QALY (Quality-Adjusted Life Year); sin embargo, los QALYs solo miden el beneficio con y sin intervención médica y, por lo tanto, no miden la carga total. Además, los QALYs tienden a ser una medida individual, y no una medida social.
Tradicionalmente, las obligaciones médicas estuvieron expresadas utilizando una medida, los años de vida potencialmente perdidos debido a la muerte prematura. No se consideraban las condiciones médicas que no causaban la muerte antes de lo esperado. La carga de la enfermedad es un componente que mide la carga de vivir con una enfermedad o discapacidad.

## Aplicaciones económicas
La metodología no es una medida económica. Mide cuánta vida sana se pierde. No asigna un valor monetario a ninguna persona o condición, y no mide cuánto trabajo productivo o dinero se pierde como resultado de la muerte y la enfermedad. Sin embargo, los HALYs (Health-adjusted life years), incluyendo AVA y QALYs, son especialmente útiles para orientar la asignación de los recursos sanitarios, ya que proporcionan un denominador común que permite la expresión de la utilidad en términos de DALYs por dólar, o QALY por dólar. Por ejemplo, en Gambia, la provisión de la vacuna neumococo conjugada tiene un costo de $670 por DALY ahorrado.  Este número puede compararse entonces con los tratamientos para otras enfermedades, para determinar si invertir recursos en la prevención o el tratamiento de una enfermedad diferente sería más eficaz en términos de salud general.

## Historia y uso
Originalmente desarrollado por Universidad de Harvard para el Banco Mundial en 1990, la Organización Mundial de la Salud posteriormente se adoptó el método en 1996 como parte del comité creado para la investigación de la salud titulado "Investing in Health Research & Development" (Invertir en Investigación y Desarrollo en Salud). El DALY fue conceptualizado por primera vez por Murray y López en el trabajo realizado con la Organización Mundial de la Salud y el Banco Mundial conocido como "Global Burden of Disease Study" (Estudio sobre la carga global de enfermedades), el cual fue publicado en 1990. Actualmente es una medida clave empleado por la Organización Mundial de la Salud de Naciones Unidas "Global Burden of Disease" (Carga Global de Enfermedades).

## Crítica
A pesar de que algunos han criticado a los QALY por ser esencialmente una medida económica de la capacidad productiva humana para el individuo afectado, esto no es así. Los QALY tienen una función de ponderación de edad que se ha racionalizado basado en la productividad económica de las personas a esa edad, pero las medidas relacionadas con la calidad de vida se usan para determinar las ponderaciones de una discapacidad, que varían de 0 a 1 (sin discapacidad o discapacidad al 100%) para todas las enfermedades. Estas ponderaciones no se basan en la capacidad de una persona para trabajar, sino más bien en los efectos de la discapacidad en la vida de la persona en general. Por eso, la enfermedad mental es una de las principales enfermedades, medida por estudios sobre la carga mundial de la enfermedad, como la depresión que representa 51,84 millones de AVADs. Las afecciones perinatales, que afectan a los lactantes con una función de edad muy baja, son la causa principal de la pérdida de AVAD a 90,48 millones. El sarampión es decimoquinto en 23,11 millones.